# Кадегі (Вісконсин)
Кадегі (англ. Cudahy) — місто (англ. city) в США, в окрузі Мілвокі штату Вісконсин. Населення — 18 204 особи (2020).

## Географія
Кадегі розташоване за координатами 42°56′48″ пн. ш. 87°51′50″ зх. д. / 42.94667° пн. ш. 87.86389° зх. д. (42.946727, -87.863884).  За даними Бюро перепису населення США в 2010 році місто мало площу 12,34 км², уся площа — суходіл.

## Демографія
Згідно з переписом 2010 року, у місті мешкало 18 267 осіб у 8059 домогосподарствах у складі 4666 родин. Густота населення становила 1480 осіб/км².  Було 8662 помешкання (702/км²).
Расовий склад населення:
| - 88,8 % — білих - 2,7 % — чорних або афроамериканців - 1,4 % — азіатів - 0,9 % — корінних американців - 3,6 % — осіб інших рас |

До двох чи більше рас належало 2,7 %. Частка іспаномовних становила 9,7 % від усіх жителів.
За віковим діапазоном населення розподілялося таким чином: 21,5 % — особи молодші 18 років, 62,8 % — особи у віці 18—64 років, 15,7 % — особи у віці 65 років та старші. Медіана віку мешканця становила 40,3 року. На 100 осіб жіночої статі у місті припадало 96,5 чоловіків;  на 100 жінок у віці від 18 років та старших — 93,3 чоловіків також старших 18 років.
Середній дохід на одне домашнє господарство  становив 56 470 доларів США (медіана — 46 476), а середній дохід на одну сім'ю — 69 356 доларів (медіана — 57 680). Медіана доходів становила 45 333 долари для чоловіків та 41 527 доларів для жінок. За межею бідності перебувало 16,2 % осіб, у тому числі 21,1 % дітей у віці до 18 років та 8,1 % осіб у віці 65 років та старших.
Цивільне працевлаштоване населення становило 8096 осіб. Основні галузі зайнятості: освіта, охорона здоров'я та соціальна допомога — 24,2 %, виробництво — 18,6 %, роздрібна торгівля — 10,7 %, науковці, спеціалісти, менеджери — 10,0 %.